# Blue Print
Blue Print è un videogioco d'azione per arcade sviluppato da Zilec Electronics e pubblicato nel 1982. Il titolo venne concesso in licenza alla Bally Midway per la distribuzione in Nord America. Venne convertito per le piattaforme Atari 5200, Commodore 64 e Atari 2600.

## Modalità di gioco
Il giocatore impersona J.J., un uomo la cui ragazza Daisy è inseguita da Ollie Ogre. Per sconfiggere Ollie, J.J. deve trovare tutte le parti di una macchina che ha progettato, assemblarla e usarla per sparare a Ollie. I controlli sono costituiti da un joystick a quattro direzioni e un pulsante.
Lo schermo è diviso in tre sezioni. In alto c'è una sporgenza su cui Ollie insegue la ragazza, occasionalmente facendo cadere vasi di fiori che potrebbero colpire J.J.. La parte centrale è un labirinto di dieci case. La parte inferiore contiene il progetto della macchina, un "pulsante di avvio" e una fossa. Otto delle case contengono una parte della macchina ciascuna, mentre le altre due contengono bombe; il contenuto di una casa viene rivelato solo quando J.J. vi entra. Se viene trovata una parte, il giocatore deve spostarla nella posizione corretta sul progetto. Se viene trovata una bomba, il giocatore deve portarla nella fossa prima che esploda. Il giocatore troverà sempre una bomba in qualsiasi casa visitata in precedenza. Tenendo premuto il pulsante è possibile muoversi più velocemente, ma la velocità può essere utilizzata solo per un tempo limitato, come mostrato da un indicatore sullo schermo. L'indicatore viene parzialmente riempito quando si posiziona una parte appena trovata sul progetto.
Una volta assemblata la macchina, J.J. deve premere il pulsante di avvio e poi salire a bordo della macchina. Il giocatore deve ora usare il joystick per manovrare a sinistra e a destra mentre spara palline verso l'alto. Se Ollie viene colpito, cade e il livello è completo, con punti bonus assegnati per ogni vaso di fiori rimasto sulla sporgenza. Inizia quindi un nuovo livello, con le case in una configurazione diversa. I primi tre livelli sono unici, ma il quarto livello e oltre utilizzano lo stesso layout di livello.
J.J. deve evitare vasi di fiori che cadono, fiori rimbalzanti che emergono dai vasi di fiori e una creatura di nome Fuzzy Wuzzy che vaga nel labirinto. Un mostro di nome Sneaky Pete occasionalmente esce dalla fossa e vaga fino al pulsante di avvio, calpestandolo, il che fa sì che le parti della macchina cadano dal progetto. J.J. deve trascinare Pete nella fossa e poi rimettere a posto le parti cadute.